# Kras kopalny

Kras kopalny

Kras kopalny – inaczej paleokras. Formy krasowe, które są przykryte młodszymi, nieprzepuszczalnymi osadami, utworzone w dawnych okresach geologicznych. Poszczególne formy nie są widoczne na powierzchni. Pogrzebanie krasu nie musi oznaczać przerwania procesów krasowienia, które mogą dalej zachodzić pod wpływem wód podziemnych. Do form krasowych kopalnych zalicza się studnie krasowe i związane z nimi kanały, jamy krasowe, kanały i poszerzone szczeliny.